# E-Prix di Zurigo
L'E-Prix di Zurigo, denominato per motivi di sponsorizzazione "Julius Bär Zürich E-Prix" è un evento automobilistico con cadenza annuale destinato alle vetture a trazione interamente elettrica del campionato di Formula E che si svolge a Zurigo. La prima edizione è stata disputata il 10 giugno 2018 ed è stata inserita come decima tappa della stagione 2017-2018. Contrariamente alle altre gare, che vengono disputate di sabato, questa si è corsa di domenica per motivi logistici.
Si è trattato di uno storico ritorno alle corse automobilistiche sul suolo svizzero dopo sessantaquattro anni dall'ultima gara, ovvero il Gran Premio di Svizzera 1954 di Formula 1, tenutosi sul Circuito di Bremgarten. L'anno successivo infatti, a seguito del disastro di Le Mans 1955 in cui morirono 84 persone, il governo elvetico decise di vietare qualsiasi competizione motoristica sul suo territorio. Ad eccezione della Formula E, che godeva di un permesso provvisorio. Nel mese di maggio 2022 il divieto in merito alle corse su circuito, automobilistiche e motociclistiche, è stato revocato.

## Circuito
L'evento si disputa sul Circuito cittadino di Zurigo, creato appositamente per l'occasione e ricavato nel centro della Città. Lungo 2,46 chilometri con 9 curve, non presenta particolari insidie per i piloti, che percorrono i quartieri bancari del centro e le rive del fiume Limmat.

## Albo d'oro
| Edizione | Tracciato                    | Vincitore                      | Secondo                   | Terzo                           | Pole position             | Giro veloce              |
| -------- | ---------------------------- | ------------------------------ | ------------------------- | ------------------------------- | ------------------------- | ------------------------ |
| 2018     | Circuito cittadino di Zurigo | Lucas Di Grassi Audi Sport ABT | Sam Bird DS Virgin Racing | Jérôme d'Ambrosio Dragon Racing | Mitch Evans Jaguar Racing | André Lotterer Techeetah |